# Fritz Zaugg (Politiker)
Fritz Zaugg (* 23. Mai 1885 in Roggwil BE; † 14. Mai 1956 in Dielsdorf; heimatberechtigt in Wyssachen und Brugg) war ein Schweizer Politiker (BGB), Verbandsfunktionär und Landwirt. Im Schweizerischen Bauernverband hatte er eine führende Position inne. Nachdem er 1919 als einer der ersten Vertreter der neu gegründeten Bauern-, Gewerbe- und Bürgerpartei (BGB) in den Grossen Rat des Kantons Aargau gewählt worden war, folgte 1929 die Wahl in den Regierungsrat, dem er bis 1952 angehörte.

## Biografie
Seine Jugend verbrachte Zaugg in seinem Geburtsort. Einer persönlichen Neigung folgend, entschloss er sich, Landwirt zu werden. Zu diesem Zweck besuchte er von 1902 bis 1904 Sommerkurse der Landwirtschaftsschule Rütti in Zollikofen. Zur Erweiterung seiner praktischen Kenntnisse trat er eine Stelle auf einem Hof in der Ostschweiz an. Der Agronom Ernst Laur wurde auf ihn aufmerksam und holte ihn 1905 als Mitarbeiter in das Schweizerische Bauernsekretariat nach Brugg.
Fünf Jahre später übernahm Zaugg die Leitung der Abteilung für Rentabilitätserhebungen des Schweizerischen Bauernverbands. In dieser Position kam er einerseits mit Landwirten in Kontakt, andererseits mit Vertretern von Politik, Wirtschaft und Wissenschaft. Er eignete sich im Selbststudium jene Kenntnisse an, die er sonst als Ingenieur-Agronom gehabt hätte und galt als Experte für landwirtschaftliche Buchhaltungsfragen. Nach seinem Weggang folgte ihm Karl Wunderli.
Zaugg gehörte im Aargau zu den Gründungsmitgliedern der Bauern-, Gewerbe- und Bürgerpartei (BGB) und zog 1919 bei den ersten Wahlen im Proporzverfahren in den Grossen Rat ein. Bald nahm er in seiner Fraktion eine führende Stellung ein und 1927/28 präsidierte er das Kantonsparlament. Am 29. Mai 1929 setzte er sich bei den Regierungsratswahlen gegen den späteren Ständerat Hans Fricker durch und zog in die Kantonsregierung ein.
In der Regierung übernahm Zaugg die Leitung des Erziehungs- und Landwirtschaftsdepartements. 1932 erhielt er das Ehrenbürgerrecht von Brugg. Es gelang ihm, mehrere wichtige Vorhaben zum Abschluss zu bringen. Dazu gehören die Totalrevision des Schulgesetzes, die Einführung des kantonalen Lehrlingsamtes und der Berufsberatung, ein Gesetz über die landwirtschaftliche Berufsbildung sowie die Neuorganisation der Lehrerbildung und des Stipendienwesens. 1949 wechselte Zaugg ins Baudepartement. In dieser Funktion überzeugte er die Stimmberechtigten zur Annahme des Strassenbaugesetzes und des Gewässerschutzgesetzes. 1953 trat er im Alter von 67 Jahren zurück.
Neben seiner politischen Tätigkeit nahm Zaugg verschiedene weitere Aufgaben wahr. Er war Aufsichtsrat des von Johann Heinrich Pestalozzi gegründeten Heimes Neuhof in Birr und ab 1921 Geschäftsleitungsmitglied der Schweizerischen Bürgschaftsgenossenschaft für Landarbeiter und Kleinbauern (ab 1927 deren Präsident). Ausserdem gehörte er ab 1932 dem Verwaltungsrat der Vereinigten Schweizerischen Rheinsalinen an, den er von 1947 bis kurz vor seinem Tod präsidierte.